# Die Lotto-Show
Die Lotto-Show war eine Samstagabend-Spielshow, die zwischen 1998 und 2001 in insgesamt 18 Ausgaben in der ARD ausgestrahlt wurde. Moderatorin war Ulla Kock am Brink. Die reguläre Sendedauer betrug 120 Minuten.

## Ablauf
In jeder Show traten 49 ausgeloste Kandidaten gegeneinander an mit der Chance, Tagessieger und damit Millionär zu werden. Sechs der 49 Kandidaten bestritten eine Endrunde, aus denen dann der Tagessieger ermittelt wurde. Dem Lotterieprinzip entsprechend hatten die Teilnehmer der Endrunde keine Chance, selbst in den Ablauf dieser Runde einzugreifen und waren auf Glück angewiesen: Stellvertretend für sie waren jeweils Mitglieder einer bestimmten Berufsgruppe, so genannte „TopJobber“ im Einsatz, die zu ihrem jeweiligen Beruf passende Spiele absolvierten. Der Kandidat, dessen TopJobber zuerst drei Kugeln gewann, erhielt eine Million D-Mark. Parallel dazu hatten die Fernsehzuschauer Gelegenheit, 100.000 DM zu gewinnen. Zwischen den Spielen gab es Showblöcke.

## Hintergrund
- Alle Ausgaben der Show wurden live aus Bottrop gesendet.
- Die Sendung entstand in Zusammenarbeit mit dem Deutschen Lotto- und Totoblock und übernahm hinsichtlich der Kandidatenauswahl Motive der Lotterie 6 aus 49.
- Die in der Show ausgespielten Gewinne stammten aus nicht abgeholten Gewinnen von Lottospielern, überwiegend des Spiel 77.
- In den ab 2000 ausgestrahlten Ausgaben der Show wurden die sechs Finalisten bereits vor der Sendung aus den 49 Kandidaten ausgelost, insbesondere weil die reguläre Sendezeit oft überzogen wurde.
- In den Shows gaben sich internationale und nationale Stars die Klinke in die Hand, z. B. Bryan Ferry, Phil Collins, Xavier Naidoo oder Mariah Carey.
- Die charakteristische Voice-Over-Stimme gehörte Andreas Hoffmann-Sinnhuber, der oft auf dem gleichen Sendeplatz (Samstag 20:15 Uhr) beim Konkurrenten RTL in der 100.000 Mark Show zu hören war.

## Kritik
Rudi Carrell wurde zitiert, die Show habe nur deshalb „etwas Quote, weil Ulla Kock am Brink 40 Minuten überzieht, bis auf den anderen Sendern nichts mehr läuft“.